# Programmierwerkzeug
Programmierwerkzeuge sind Computerprogramme, die Softwareentwickler bei ihren Tätigkeiten der Programmierung von Computerprogrammen unterstützen.
Solche Werkzeuge werden in der IT-Entwicklungsumgebung bereitgestellt und zum Beispiel für folgende Zwecke benutzt:
- zur Erstellung und Änderung des Quelltexts von Programmen: Texteditoren
- zum Design von grafischen Benutzeroberflächen (Bildschirm- oder Report-Layouts): Spezielle GUI-Editoren
- zur Übersetzung des Quelltextes in ausführbare Maschinensprache: Compiler, Assembler
- zum Testen und zur Fehlersuche: Testwerkzeuge, Debugger
- zur Speicherung und Verwaltung von Programmen und Programm-Dokumenten: Versionsverwaltungssysteme

Neben diesen spezialisierten Werkzeugen zur Programmherstellung im engeren Sinn werden für vor- und nachgelagerte Tätigkeiten des Softwareentwicklungsprozesses weitere Werkzeuge eingesetzt, zum Beispiel zur Datenmodellierung, für das Projektmanagement, zur Dokumentationsverwaltung und viele andere.
Werkzeuge, die mehrere dieser Disziplinen unterstützen, sind integrierte Entwicklungsumgebungen (kurz IDE).